# Mirek Topolánek
Mirek Topolánek (født 15. maj 1956 i Vsetín, Tjekkoslovakiet) er en tjekkisk politiker, der mellem 16. august 2006 og 29. juni 2010 var landets premierminister. Han repræsenterer centrum-højre-partiet Det borgerligt-demokratiske parti, som han har været formand for siden 2002. På posten efterfulgte han Václav Klaus, som senere blev landets præsident.
Topolánek er uddannet maskiningeniør fra Brno Tekniske Universitet og dannede i 1991 sit eget ingeniørfirma. 
Han blev aktiv i politik som medlem af den post-kommunistiske bevægelse Borgerforum i 1989 og har været medlem af Det borgerligt-demokratiske parti siden 1994.  
Ved præsidentvalget i 2018 stiller han op som en af kandidaterne.  